# 101493 Sergiofoparri
101493 Sergiofoparri è un asteroide della fascia principale interna. Scoperto nel 1998, presenta un'orbita caratterizzata da un semiasse maggiore pari a 2,355194 UA e da un'eccentricità di 0,184921, inclinata di 7,489609° rispetto all'eclittica.